# Карамфилови
Карамфилови (Caryophyllaceae) е семейство покритосеменни растения, включващо 88 рода и около 2000 вида. Повечето са тревисти растения, разпространени по целия свят, но повечето видове са типични за Средиземноморието. В Южното полукълбо се среща само няколко вида, но сред тях е Colobanthus quitensis, най-южното двусемеделно растение и едно от двете покритосеменни, които се срещат в Антарктика. Листата на семейство Карамфилови са просто, обикновено разположени срещуположно. Венчелистчетата и чашестчетата са по 5, а тичинките 10. Плодниците се състоят от 2 до 5 стълбчета.